# ألبير حداد
ألبير يوسف حداد (1953 - 5 يناير 2021) منتج تلفزيوني أردني ولد في مدينة إربد في الأردن. من أعماله المميزة المسلسل الأردني “بوابة القدس”، وآخرها الفيلم الروائي السعودي “شيهانة” للمخرج المصري خالد الحجر.

## حياته
يعتبر ألبير حداد رمزا من رموز الإنتاج الإعلامي العربي حيث عمل لسنوات طويله في خدمة العمل العربي المشترك وكان أحد المنتجين القلائل الذين بدأت أعمالهم بالظهور مع بدايات التلفزيون الملون بالعالم العربي وكان له بصمات مؤثرة في مسيرة الإنتاج التلفزيوني ومشاركا في كثير من الأعمال العربية المتميزة". ويشغل منذ عام 2017 موقع رئيس اتحاد المنتجين الأردنيين، والرئيس التنفيذي لمجموعة المؤسسة العربية للإنتاج والتوزيع الفني . 

## السيرة المهنية
- 1983-1991 مالك ومؤسس المركز الدولي للفيديو والتلفزيون
- 1991-2005 مالك ومؤسس المتحدين للإنتاج الفني
- 1992- مالك ومؤسس المؤسسة العربية للإنتاج والتوزيع الفني
- 2013-2017 نائب رئيس اتحاد لمنتجين الأردنيين
- 2017- رئيس اتحاد المنتجين الأردنيين